# کوپوسینا
کوپوسینا (به صربی: Kupusina) یک منطقهٔ مسکونی در صربستان است که در Apatin District واقع شده‌است. کوپوسینا ۶۲٫۴۹ کیلومتر مربع مساحت و ۱٬۹۲۱ نفر جمعیت دارد و ۱۲۵ متر بالاتر از سطح دریا واقع شده‌است.